# Volkswagen của Sutherland
Volkswagen của Sutherland, hay VW Utah Bug, là một mô hình thử nghiệm 3D tương tự ấm trà Utah.  Nó là một mô hình toán học của một chiếc Volkswagen Beetle 1967.
Mô hình Volkswagen được tạo ra bởi các sinh viên  của Giáo sư Ivan Sutherland vào năm 1972  tại Đại học Utah.